# Хроники ломбарда
«Хроники ломбарда» (англ. Pawn Shop Chronicles) — детективно-комедийный триллер режиссёра Уэйна Крэймера с Бренданом Фрэйзером, Полом Уокером и Мэттом Диллоном в главных ролях.

Съёмки картины начались в Луизиане в июне 2012 года. Это последний фильм с участием Пола Уокера, который был выпущен при его жизни, так как он умер через четыре месяца после его выхода.
В США фильм вышел на экраны 12 июля 2013 года, в России — 9 января 2014 года.

## Сюжет
Фильм представляет три разные истории. Первая повествует о приключениях наркоманов-неудачников (Пол Уокер и Кевин О. Ранкин), пытающихся ограбить своего дилера; вторая рассказывает о мужчине по имени Ричард (Мэтт Диллон), который пытается найти свою жену, пропавшую шесть лет назад; третья показывает жизнь кочующего по ярмаркам американской провинции двойника Элвиса — Рикки (Брендан Фрэйзер). Объединяет эти истории между собой местный ломбард и его владелец Элтон (Винсент Д’Онофрио).
В первой истории мужчина по имени Вернон приносит в ломбард дробовик, который меняет на бензин для своей тачки, на которой спешит к месту встречи своими друзьями-наркоманами по имени Роу Дог и Рэнди. Вместе они собираются ограбить дом Стэнли, своего дилера, что теперь будет проблематично, так как Вернон сдал в ломбард их единственное оружие. Рэнди неожиданно сбивает Вернона машиной, так как ошибочно посчитал его вором и предателем. Друзья бросают Вернона в поле и уезжают на ограбление. Стэнли узнает их, хоть они и были в масках, и из-за их препираний Роу Дог ранит друга из лука, с которым не умеет обращаться. В разгар препираний со Стэнли в дом врывается Вернон: ему помог неизвестный на машине, «Тот самый» - он дал Вернону дробовик, чтоб тот смог совершить свою месть. Вернон расстреливает всех из оружия.
Во второй истории молодожены Ричард и Сэнди пытаются сдать в ломбард кольцо Сэнди. Внезапно Ричард замечает среди вещей ломбарда перстень, который он когда-то подарил своей первой жене. Шесть лет назад его жена пропала без вести, и все это время Ричард корил себя за это. Он бросает Сэнди и спешит выяснить, как кольцо попало в ломбард, отслеживая его смену владельца в небольшом городке. В конечном итоге Ричард выходит на Джонни Шоу, извращенца, который держит в клетках внутри силосных башен множество молодых девушек. Ричард находит среди них свою жену, которая была у Джонни на особом счету и пользовалась привилегиями. Ричард убивает Джонни и забирает свою жену с собой. Однако та, подвергшись стокгольмскому синдрому, выбрасывает кольцо на дорогу и ударяет Джонни ножом, вызывая аварию, в которой сама же и погибает. Раненый Джонни звонит Сэнди, пытаясь позвать на помощь, но та не хочет его слушать. Работник местной закусочной по имени Джей-Джей, который и сдал кольцо в ломбард впервые, находит его на дороге и снова сдает его за ту же сумму.
В третьей истории Рикки сдает в ломбард золотую подвеску, выручив за нее бензин. Он спешит на ярмарку, на которой должен быть главной звездой, но его преследуют неудачи: сначала его бросает девушка Тереза, затем он случайно становится причиной городского бунта, так как не может выбрать между двумя парикмахерскими, что для города необычайно важно. В конце концов Рикки ночью сталкивается с неизвестным мужчиной, который является неким демоном перекрестка, исполняющим желания в обмен на душу. Рикки отказывается от столь заманчивого предложения и выступает на ярмарке своими силами, однако все идет не так и его выступление полностью срывается. Рикки находит взглядом того самого мужчину в толпе и на этот раз соглашается на его сделку. Все моментально налаживается и повторное выступление Рикки производит фурор. Во время выступления Рикки все три сюжетные линии связываются в одну: на заднем плане взрывается дом Стэнли, образуя для Рикки фейерверки, сюда приходят все выпущенные ранее Ричардом девушки, создавая важный сюжетный элемент его выступления (так как они все пришли сюда обнаженными, при входе на ярмарку им в качестве одежды выдали американские флаги). Тереза пытается вернуться к Рикки, но тот ее отвергает, так как с ним только что заключили очень выгодный контракт. Помочь Терезе с размещением предлагает чудом выживший Джонни Шоу. Он без сопротивления уводит остальных девушек, на которых никто так и не обратил внимания, в фургон, а Терезе обещает особое обращение.
Завершается и сюжетная арка владельца Элтона: он продал свою машину Джонни, так как его преследовал неизвестный на черном внедорожнике, постоянно пытаясь спровоцировать аварию. В конце концов неизвестный приходит в ломбард, и им оказывается карлик, которому Элтон однажды показал средний палец. Элтон с помощью Джей-Джея побеждает его, и приходит к выводу, что работа в ломбарде чрезвычайно опасна.

## В ролях
| Актёр             | Роль                    |
| ----------------- | ----------------------- |
| Брендан Фрэйзер   | Рикки                   |
| Мэтт Диллон       | Ричард                  |
| Пол Уокер         | Роу Дог                 |
| Кевин О. Ранкин   | Рэнди                   |
| Лукас Хаас        | Вернон                  |
| Винсент Д’Онофрио | владелец ломбарда Элтон |
| Чи Макбрайд       | Джонсон                 |
| Ди Джей Куаллс    | Джей-Джей               |
| Элайджа Вуд       | Джонни Шоу              |
| Норман Ридус      | Стэнли                  |
| Пелл Джеймс       | Синди                   |
| Эшли Симпсон      | Тереза                  |
| Майкл Кудлиц      | Бен                     |
| Сэм Хеннингс      | Вёрджил                 |
| Томас Джейн       | «Тот самый»             |
| Рашель Лефевр     | Сэнди                   |
| Мэттью О’Лири     | Ламар                   |
| Марк Повинелли    | Гарри                   |

## Критика
Фильм получил негативные отзывы от мировых критиков и провалился в прокате.
На ресурсе Rotten Tomatoes имеет рейтинг 13 % на основе 16 рецензий критиков, со средней оценкой 3,5 из 10.
Фильм набрал 26 баллов из 100 на сайте Metacritic, что основано на 10 обзорах, указывающих на «в целом неблагоприятные отзывы».
В статье для «Нью-Йорк Таймс» кинокритик Стивен Холден написал о фильме: «…стиль „Хроник ломбарда“- хулиганская болтовня, который срыгивается тебе на лицо и остается кислая вонь.».